# 西鉄8000形電車

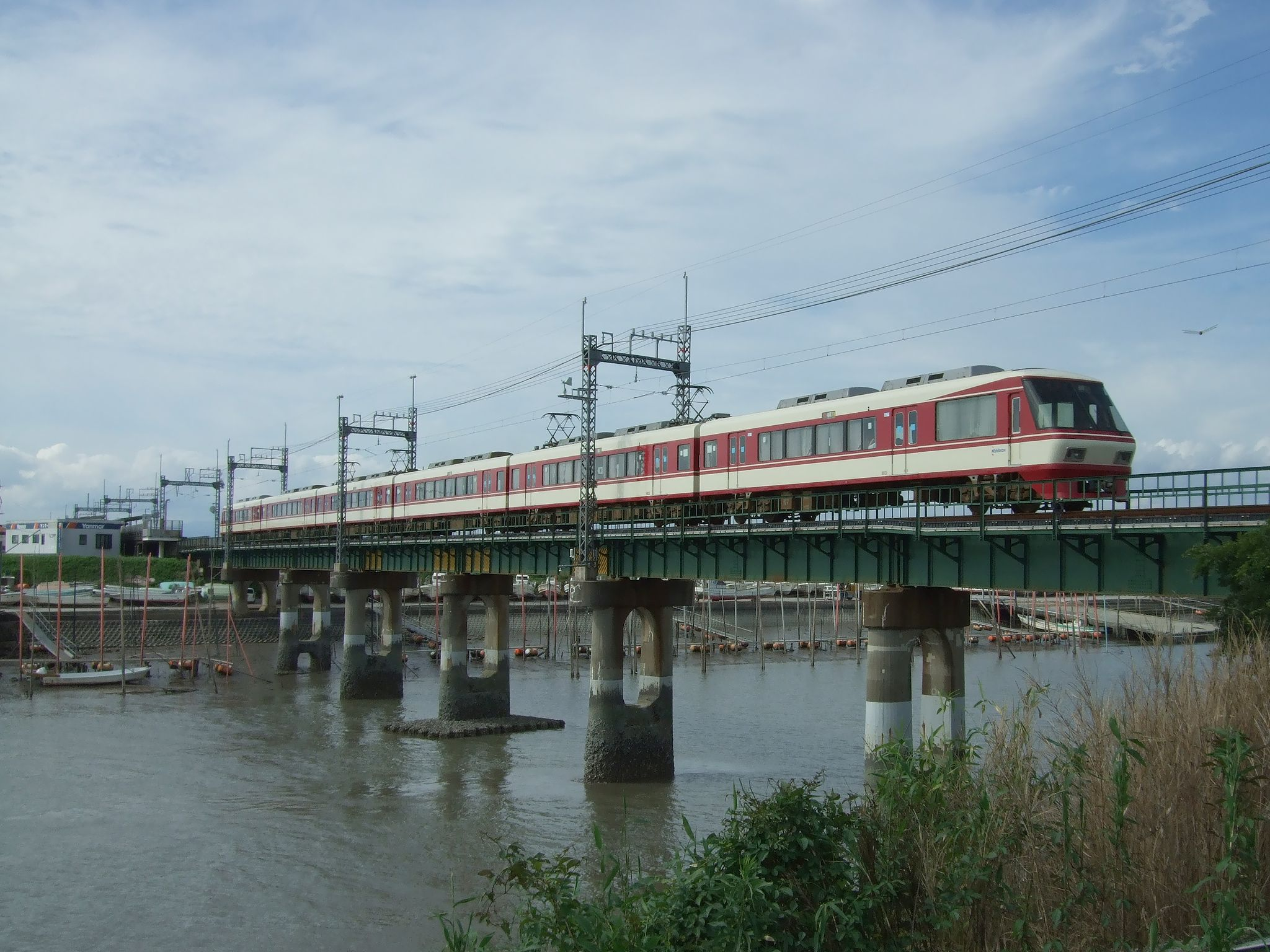
西鉄中島駅 - 江の浦駅間の矢部川橋梁を渡る8000形

西鉄8000形電車（にしてつ8000けいでんしゃ）は、主に西日本鉄道（西鉄）天神大牟田線用の特急形車両として使用されていた電車である。

## 概要
大牟田線（当時）の西鉄特急には、1973年（昭和48年）以来2000形が使用されていたが、1987年（昭和62年）に実施された国鉄分割民営化により九州旅客鉄道（JR九州）が発足し、大牟田線と並行する鹿児島本線の列車増発や新駅設置など積極的な営業政策が進められたため、西鉄としては競争力の強化が課題となっていた。また、福岡市では1989年（平成元年）3月からアジア太平洋博覧会を開催することが決定しており、これを機会として製造から15年が経過した2000形に代わる新形式の特急形車両が製造されることとなった。
西鉄の歴代特急車は、初代1000形(1300型)・2代目2000形に対して3代目である本形式が8000形と命名されたのは、登場前年の1988年（昭和63年）が前身の九州電気軌道時代を含む西鉄創業80周年だったことに由来する。
6両編成×6本（36両）が製造された。1989年（平成元年）2月に8011F・8021F・8031F（F=編成）が落成し、続いて8041F・8051F・8061Fが同年4月に落成した。

## 車両概説

### 車体
普通鋼製で、両端に両開き式の乗降扉を設けた片側2扉構造である。本形式では2000形と異なり、先頭車前部が前面展望を考慮した設計となっており、前面運転室と乗降扉の間に眺望性を良くした区画を設けている。
前面は「く」の字形に傾斜させた非貫通形とし、前面窓は左右対称の大形曲面ガラスとして視界を確保している。前面下部に丸型の前照灯・尾灯を配置し、前面上部の窓の内側と側面中央上部に種別・行先表示器を設けている。前面運転室と乗降扉の間の窓は高さ1,050 mm×幅2,660 mmの大形固定窓となっており、他の窓に比べ高さ・幅ともに大きく、当時の鉄道車両としては最大級である。他の窓も2列ごとの固定窓としており2000形に比べ眺望性が向上している。なお、扉寄りの窓1枚はどの位置でも止められるバランサ付きの1枚下降窓となっている。また、先頭車の運転台側の扉は後方にオフセットされている。
車体塗装は、白色（ケープアイボリー）地に窓周りと車体裾が深みのある赤色（カーディナルレッド）としている。
なお、本形式では、全編成とも転落防止幌の取り付け改造は行われていない。

### 車内設備
本形式は特急形車両ではあるが、通勤・通学利用も考慮した設計である。乗降扉間の座席は900 mm間隔で配置されたバケット式でワインレッドのチェック柄モケットを張った転換クロスシートとなっているが、乗降扉寄りの座席は固定式で、車端部連結面寄りの座席は青色モケットのロングシートとしている。カーテンは横引き式とし、開閉可能な窓の部分にはロールアップカーテン（上から引き出すカーテン）も設けている。連結面寄りの扉周りとロングシート部分には三角形のつり革を設置している。
冷房装置は天井形集中分散式になっており、ラインデリアによる冷風撹拌として車内温度の均一化を図っている。2001年（平成13年）から天神大牟田線で弱冷房車が導入されたことにより、本形式では下り方先頭車（番号末尾1）が弱冷房車に設定されており、当該車両には弱冷房車を示すステッカーが貼付された。
大牟田方から3両目の車両（番号末尾3）連結部付近にはカード式の公衆電話を設けた。電話周囲は防音のため客室との間に仕切りが設けられており、この関係で定員が2名（座席1名）少なくなっている。通話料金が高額なこともあり、設置当初から利用者が少なく、電光案内装置などで宣伝したが、その後の携帯電話の普及もあり、電話は2000年（平成12年）4月から2001年（平成13年）11月にかけて施工された重要部検査の際に順次撤去された。
落成後まもなく車内の貫通路上部と運転室出入口上部にLED式の情報案内装置を設置した。この案内装置は次停車駅の他、営業案内も表示する。また自動車内放送装置も設置されている。
- 営業運転開始時には、車内放送用チャイムとして地元ゆかりの民謡や童謡、あるいは福岡県出身、もしくは同県にゆかりのある歌手の楽曲をオルゴール調にアレンジしたものを各駅到着前に流していたが、その後標準的なチャイムのみに変更された。後にチャイム自体がオルゴールに変更された。
- 2012年（平成24年）3月24日改正前まで使用されていたチャイムは、発車前・発車後の案内については長崎電気軌道の始発業務放送や島鉄フェリーで使われているもの、到着前のチャイムは京阪特急で使われていたものを、それぞれ短くしたものであった。

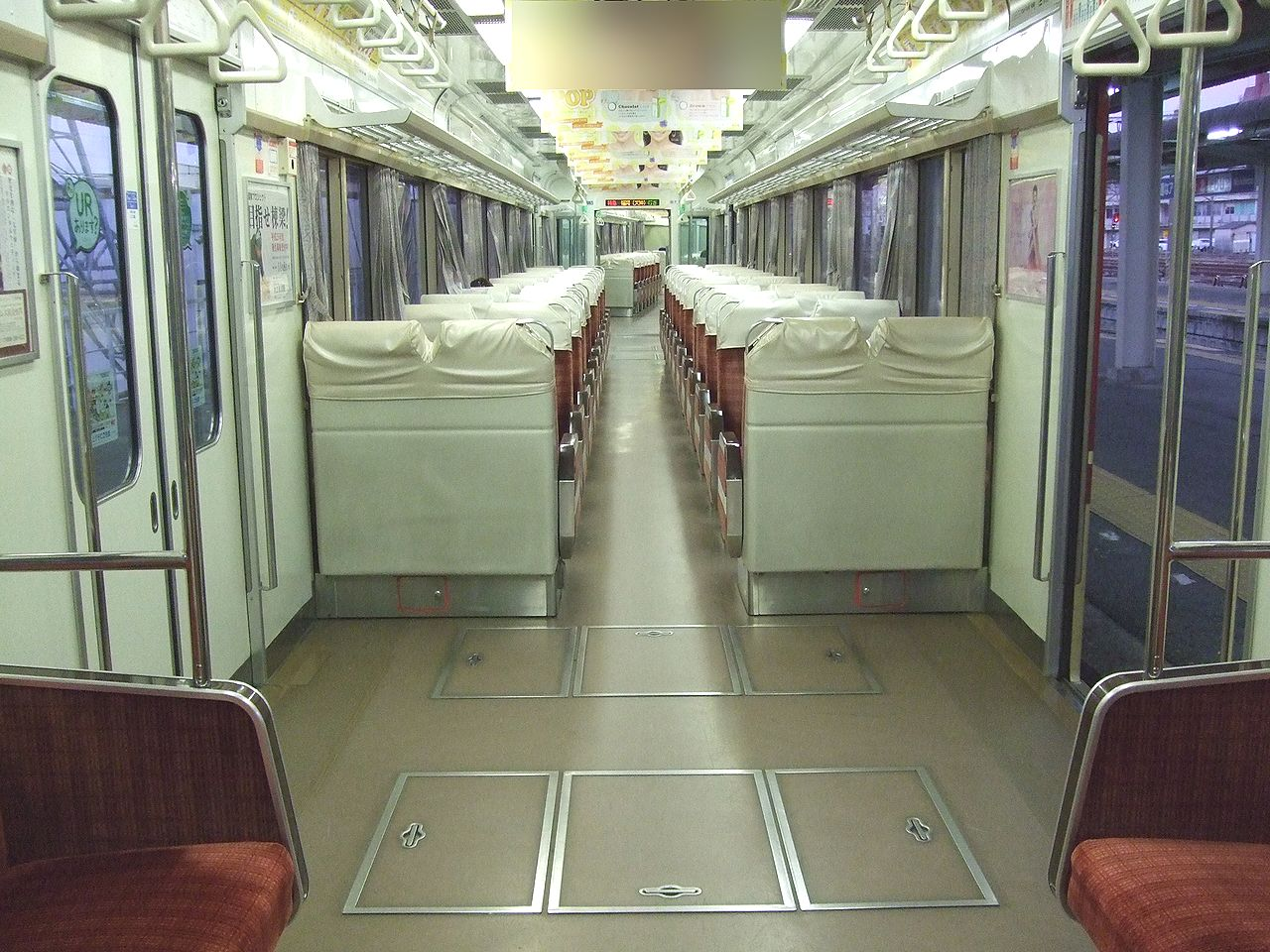
8065車内

#### 車内チャイムとして使用された曲
特急の車内チャイムは、西鉄独自のものといっていい、「E」と「C#」の2打音が使われてきたが、8000系導入後は到着案内に以下のような駅別に異なったチャイムを使用していた。アーティストは福岡県出身者または福岡県に所縁のある人物となっている。
その後、一旦先述の2打音のみに戻されたが、再び車内チャイムが使われた。
2015年（平成27年）以降、外国語案内を加えた放送更新後は車内チャイムを使用していない。
- 西鉄福岡駅・薬院駅：『黒田節』※西鉄福岡のみ→『わたしの城下町』→『乾杯』
- 西鉄二日市駅：『通りゃんせ』→『贈る言葉』→『SAY YES』
- 西鉄久留米駅：『久留米そろばん踊り』→『赤いスイートピー』→『涙のリクエスト』
- 西鉄柳川駅：『からたちの花』→『輝きながら…』
- 新栄町駅・大牟田駅：『炭坑節』→『夢の中へ』→『少年時代』

#### 運転室
2000形と異なり、一般的な左側配置の運転席となった（右側には方向幕設定機が埋め込まれている）。運転装置は西鉄初のT型ワンハンドルマスコンとしている。
警笛は従来の空気式のものの他、電子式の警笛も併設された。本形式以降の西鉄の新形式車両はいずれも空気式と電子式の警笛を併設している。

### 機器類
5000形とほぼ同一で、台車は西鉄初の車体連結のダイヤフラム型空気ばねを採用し、軸箱支持は円筒ゴム軸箱支持方式とした KW-60A形（電動車）および KW-61A形（制御車）が採用されている。

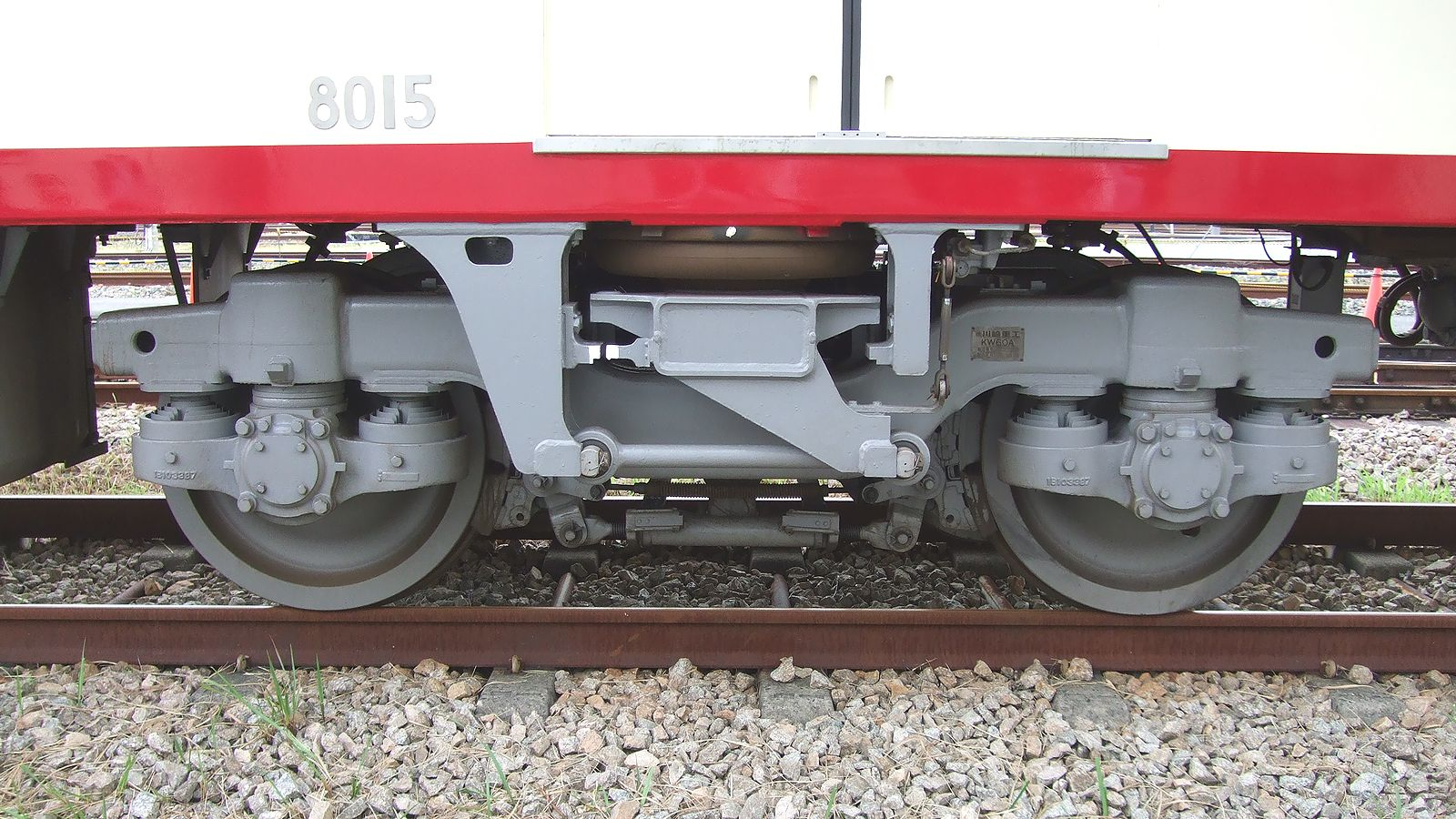
モ8000のKW60A台車
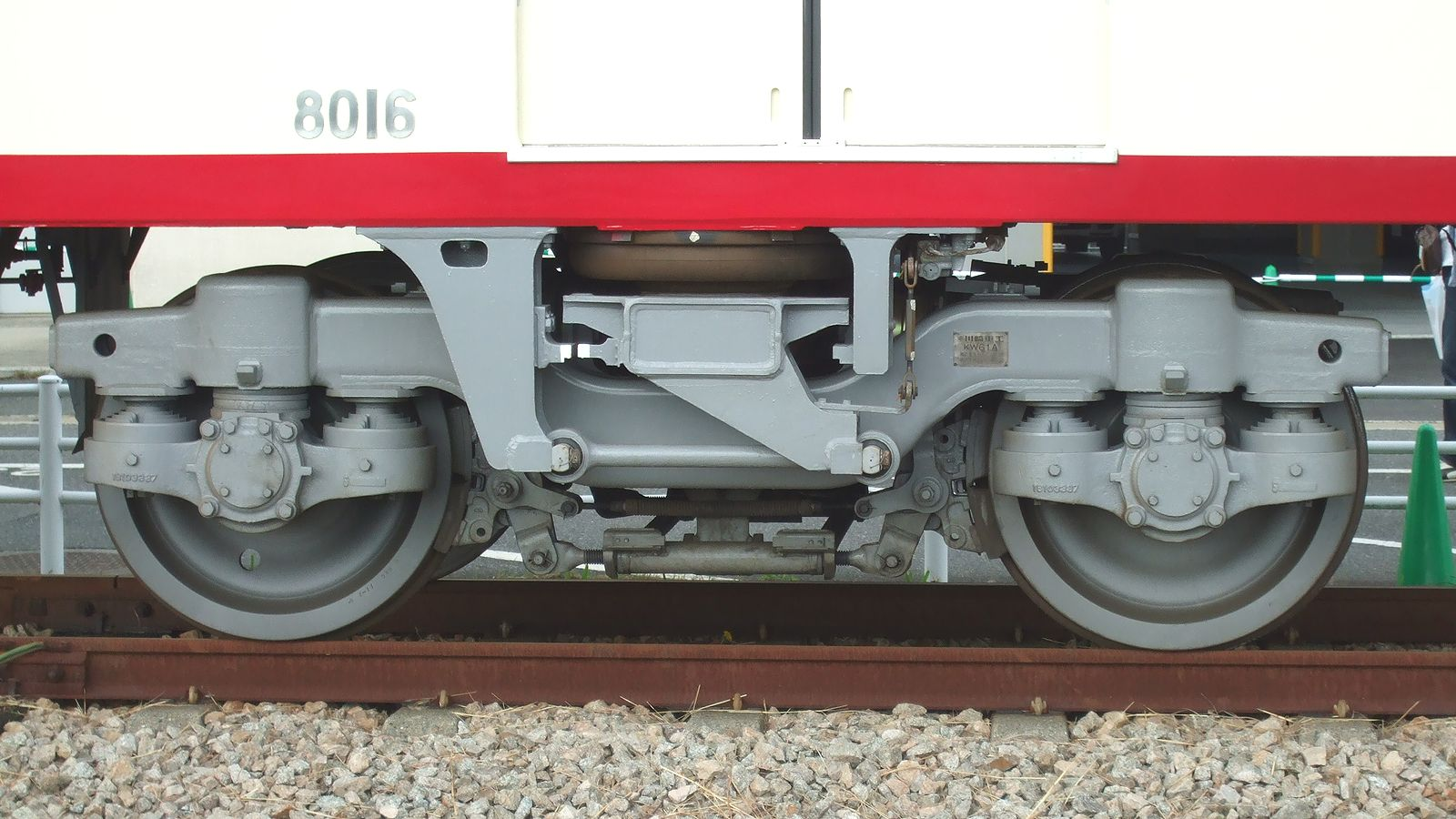
ク8000のKW61A台車

ブレーキは西鉄初の発電制動併用電気指令式電磁直通空気制動が採用されている。
集電装置は、下枠交差式パンタグラフ2基を末尾2・4の車両に搭載する。
制御方式は旧来の抵抗制御としている。導入時には抵抗制御に代わる制御方式の導入が検討されたが、結局見送られた。主な理由としては以下の点が挙げられる。
- 抵抗制御は長年にわたり保守にたけている上に廃車体からの部品調達も比較的容易である。
- 停車駅の少ない特急運用が主体であり、回生ブレーキの使用効果が薄い。
- 当時他社局で採用されつつあったチョッパ制御や界磁添加励磁制御はVVVFインバータ制御へ移行するまでの一過性のものに過ぎなくなる可能性が高い。
- 当時VVVFインバータ制御はまだ技術の革新途上にあり、制御装置の価格自体もきわめて高価である。

車両別の設置機器については下記「編成」を参照。

## 編成表
両端2両が制御車（ク8000形）、中間4両が電動車（モ8000形）のMT比4M2T編成となっている。
| ← 大牟田福岡（天神）・太宰府 → | ← 大牟田福岡（天神）・太宰府 → | ← 大牟田福岡（天神）・太宰府 → | ← 大牟田福岡（天神）・太宰府 → | ← 大牟田福岡（天神）・太宰府 → | ← 大牟田福岡（天神）・太宰府 → | ← 大牟田福岡（天神）・太宰府 → | ← 大牟田福岡（天神）・太宰府 → | ← 大牟田福岡（天神）・太宰府 → | ← 大牟田福岡（天神）・太宰府 → | ← 大牟田福岡（天神）・太宰府 → | ← 大牟田福岡（天神）・太宰府 → |
| ------------------------------ | ------------------------------ | ------------------------------ | ------------------------------ | ------------------------------ | ------------------------------ | ------------------------------ | ------------------------------ | ------------------------------ | ------------------------------ | ------------------------------ | ------------------------------ |
| 形式                           | ク8000 （Tc1）                 | ◇ モ8000 （M1）                | モ8000 （M2）                  | ◇ モ8000 （M3）                | モ8000 （M4）                  | ク8000 （Tc2）                 | 竣工                           | LED 案内表示器 装着改造        | 観光列車化 改造                | 運用終了                       | 廃車                           |
| 搭載機器                       | CP                             | CONT                           | SIV                            | CONT                           | SIV                            | CP                             | 竣工                           | LED 案内表示器 装着改造        | 観光列車化 改造                | 運用終了                       | 廃車                           |
| 車両番号                       | 8011                           | 8012                           | 8013                           | 8014                           | 8015                           | 8016                           | 1989/02/07                     | 1989/12/05                     |                                | 2016/10/02                     | 2016/12/14                     |
| 車両番号                       | 8021                           | 8022                           | 8023                           | 8024                           | 8025                           | 8026                           | 1989/02/13                     | 1989/11/27                     |                                | 2016/07/10                     | 2016/09/21                     |
| 車両番号                       | 8031                           | 8032                           | 8033                           | 8034                           | 8035                           | 8036                           | 1989/02/15                     | 1990/09/06                     |                                | 2015/09/27                     | 2015/12/22                     |
| 車両番号                       | 8041                           | 8042                           | 8043                           | 8044                           | 8045                           | 8046                           | 1989/04/01                     | 1990/10/01                     |                                | 2015/04/03                     | 2015/07/03                     |
| 車両番号                       | 8051                           | 8052                           | 8053                           | 8054                           | 8055                           | 8056                           | 1989/04/17                     | 1990/10/25                     | 2014/03/19 （旅人）            | 2017/09/16 2017/10/15          | 2018/01/12                     |
| 車両番号                       | 8061                           | 8062                           | 8063                           | 8064                           | 8065                           | 8066                           | 1989/04/20                     | 1990/11/19                     | 2015/10/04 （水都）            | 2017/07/22                     | 2017/10/14                     |

凡例
CP：空気圧縮機（横置低騒音形 C-2000LA）
CONT：主制御器
SIV：静止形インバータ補助電源装置（NC-FAT90A, 容量90 kVA）

## ラッピング車両
- 2003年（平成15年）6月の8011編成での『ウルトラマン号』、2004年（平成16年）12月の映画『ポーラー・エクスプレス』とのタイアップ、2007年（平成19年）3月の福岡ソフトバンクホークスなど、時々キャンペーンなどに伴うラッピングが施されている。
- 2007年（平成19年）1月末には、8061編成が純真短期大学のフルラッピング編成とされており、2009年（平成21年）7月の検査入場まで続けられた。原塗装を完全に覆い隠す（ただし、連結面はラッピング塗装なし）フルラッピングは今回が初めてである。
- 2008年（平成20年）6月2日から12月31日まで、西鉄創立100周年記念企画の一環として、8011編成が「100周年記念ラッピング電車」として運行された[9]。
- 2008年（平成20年）9月11日から2009年（平成21年）1月10日まで、8031編成がコカ・コーラのラッピングとして運用されていた。これは、フルラッピングではなくnimocaラッピングの8041編成と同様に客用扉周りのみのラッピングである（同編成にある前頭部のラッピングはない）。
- 2009年（平成21年）3月27日から、8021編成が福岡ソフトバンクホークスのラッピング編成として運行された[10]。
- 2014年（平成26年）12月1日から2015年（平成27年）4月5日まで、8021編成がフルラッピング仕様で「西鉄妖怪ウォッチ電車」として運行された[11][12]。外装ラッピングのほか、車内にも装飾が施された。
- 2015年（平成27年）2月10日から4月3日まで、8041編成に「柳川さげもん祭り」ラッピングが施された[13][14]。外装ラッピングのほか、車内にも装飾が施され、運用も固定されていた。
- 2015年（平成27年）7月31日から、8011編成に「明治日本の産業革命遺産」ラッピングで走っており、2016年（平成28年）10月に運用離脱するまでラッピングが継続された[15][16]。
- この他、一時期毎年人権週間に合わせたラッピングがされていたが、これは両先頭車のみで、側面にカラフルな鳥の絵柄とシールタイプのヘッドマークだけのシンプルなものとされていた。

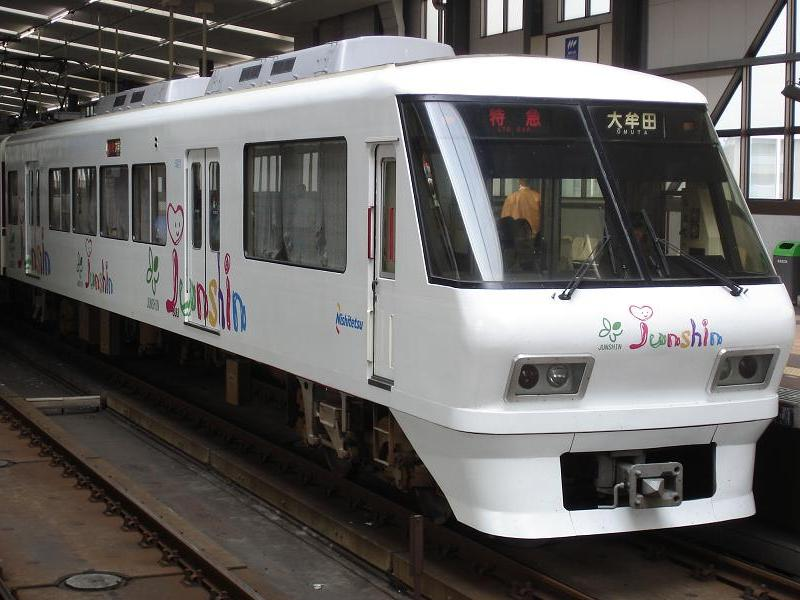
「純真短期大学」フルラッピング （2007年4月）
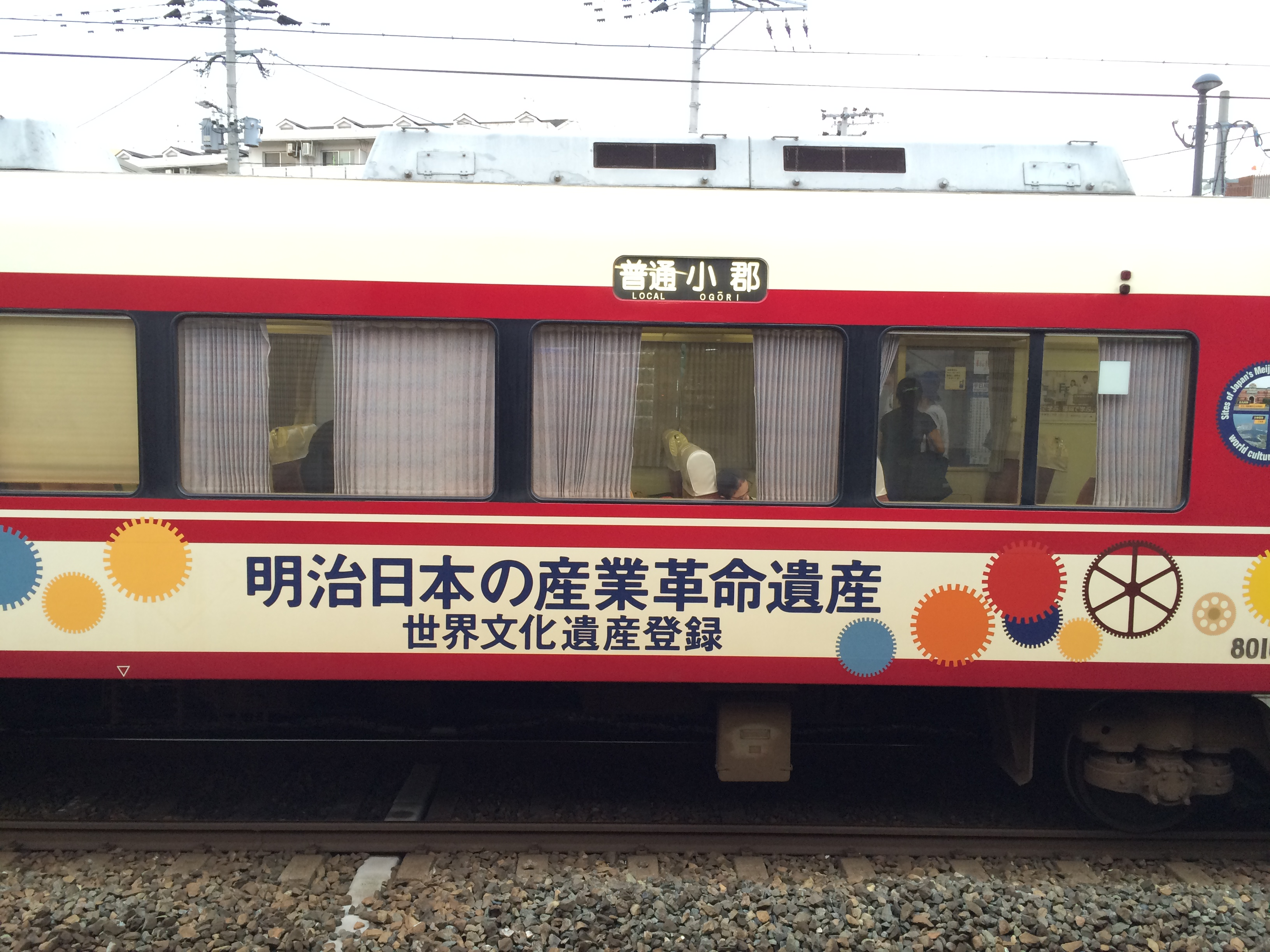
「明治日本の産業革命遺産」ラッピング （2016年7月）

## 観光列車への改造

### 太宰府観光列車「旅人」

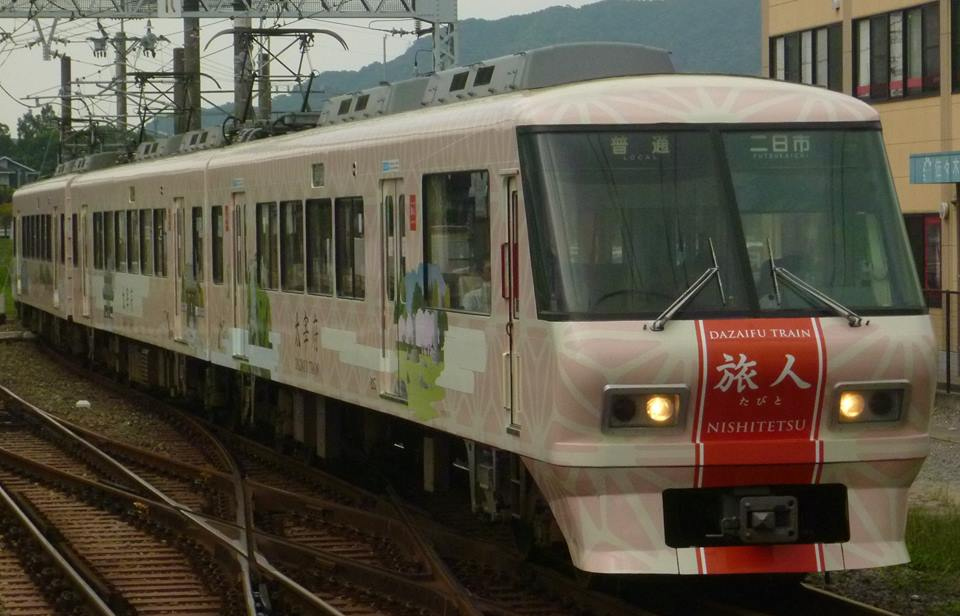
「旅人」となった8051編成
（2014年9月 西鉄二日市駅）

8051編成は、2014年（平成26年）に太宰府観光活性化を目的として約3,500万円をかけて観光列車「旅人（たびと）」に改造された。主な改造内容は次のとおり。
- 外部色は淡いピンク色の麻の葉文様地に太宰府の様々な風物のイラストの組み合わせに変更。
- 車内の化粧板を各車ごとに異なる和文様柄に変更。
- 両端の先頭車の最前部（運転台と運転台後部の扉の間）にある座席のモケットをダークブラウン地の梅模様の柄に張り替え。
- 8053の座席の一部を撤去し、太宰府の土産物などを展示するカウンター、観光リーフレット・チラシ用ラック、記念スタンプ台を設置。

「旅人」の愛称は、奈良時代に大宰帥として大宰府で多くの和歌を詠んだとされる歌人・大伴旅人にちなんでおり、第39代太宰府天満宮宮司の西高辻信良により命名された。
同年3月22日のダイヤ改正に際し運行を開始。9時台始発の福岡（天神）発太宰府行下り急行の運用に就いた後、太宰府線内の普通列車として夕ラッシュ時前まで同線を往復する。2017年（平成29年）8月26日のダイヤ改正により、これらに加えて平日朝夕の福岡（天神）駅 - 二日市駅・筑紫駅・小郡駅間の普通列車にも使用されるようになった。
2017年（平成29年）9月16日に運行を終了し、3000形の新編成に代替された。小郡発福岡（天神）行き急行（第J100列車）としての運行が「旅人」としての最後の営業運行となり、福岡（天神）駅で引継式が行われた。

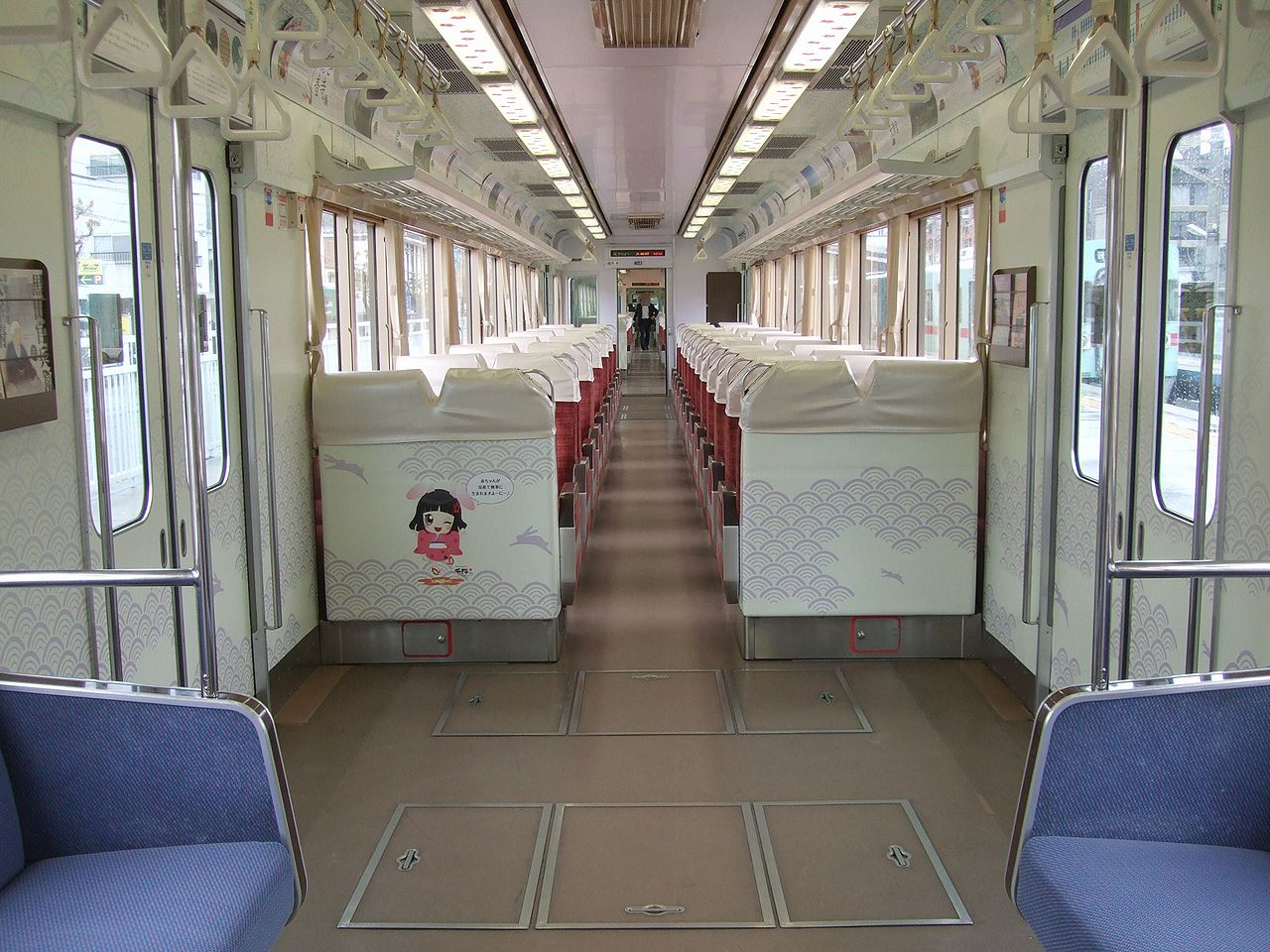
8053 車内
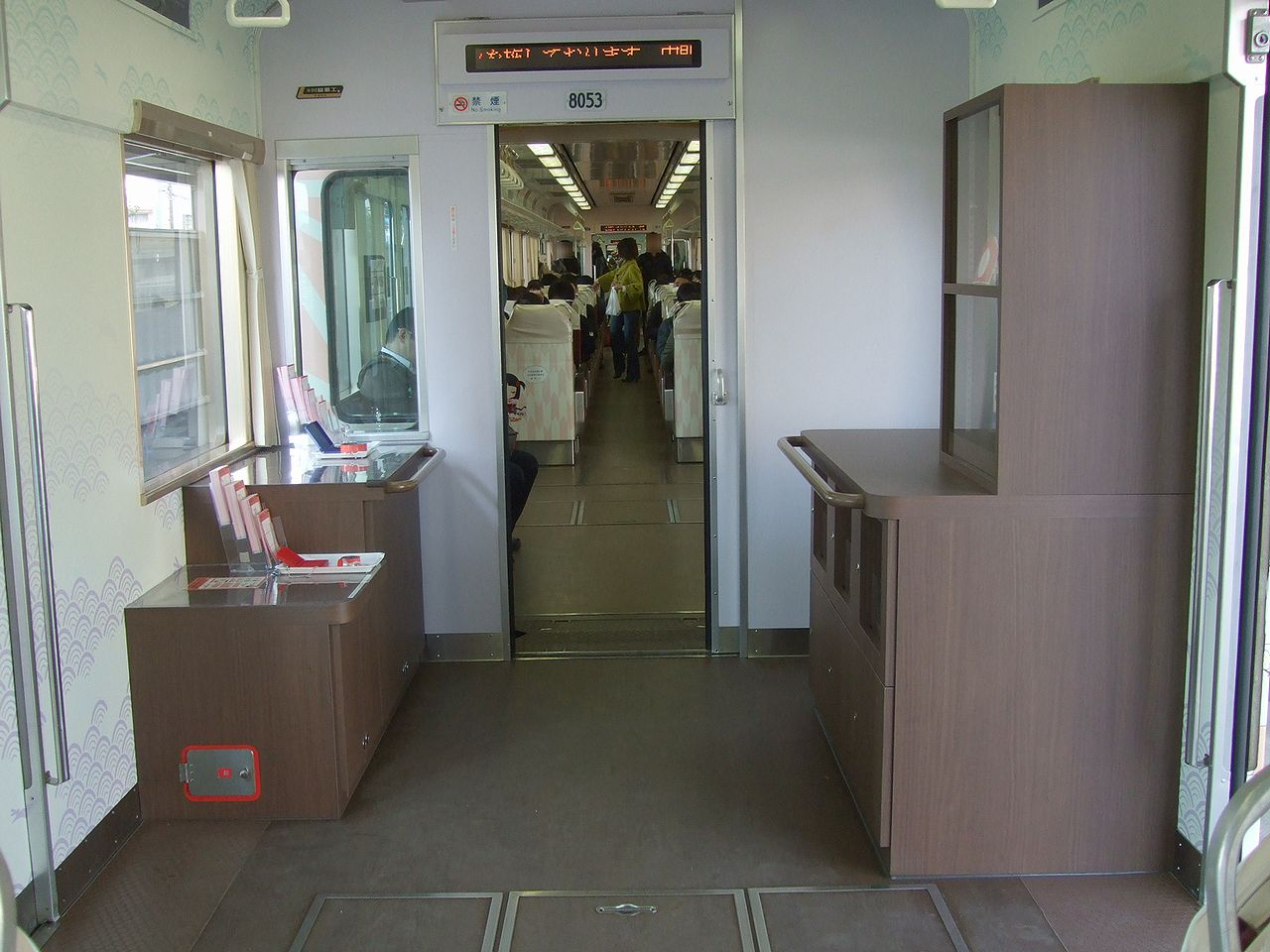
8053の車端部に設置されているカウンターとスタンプ台
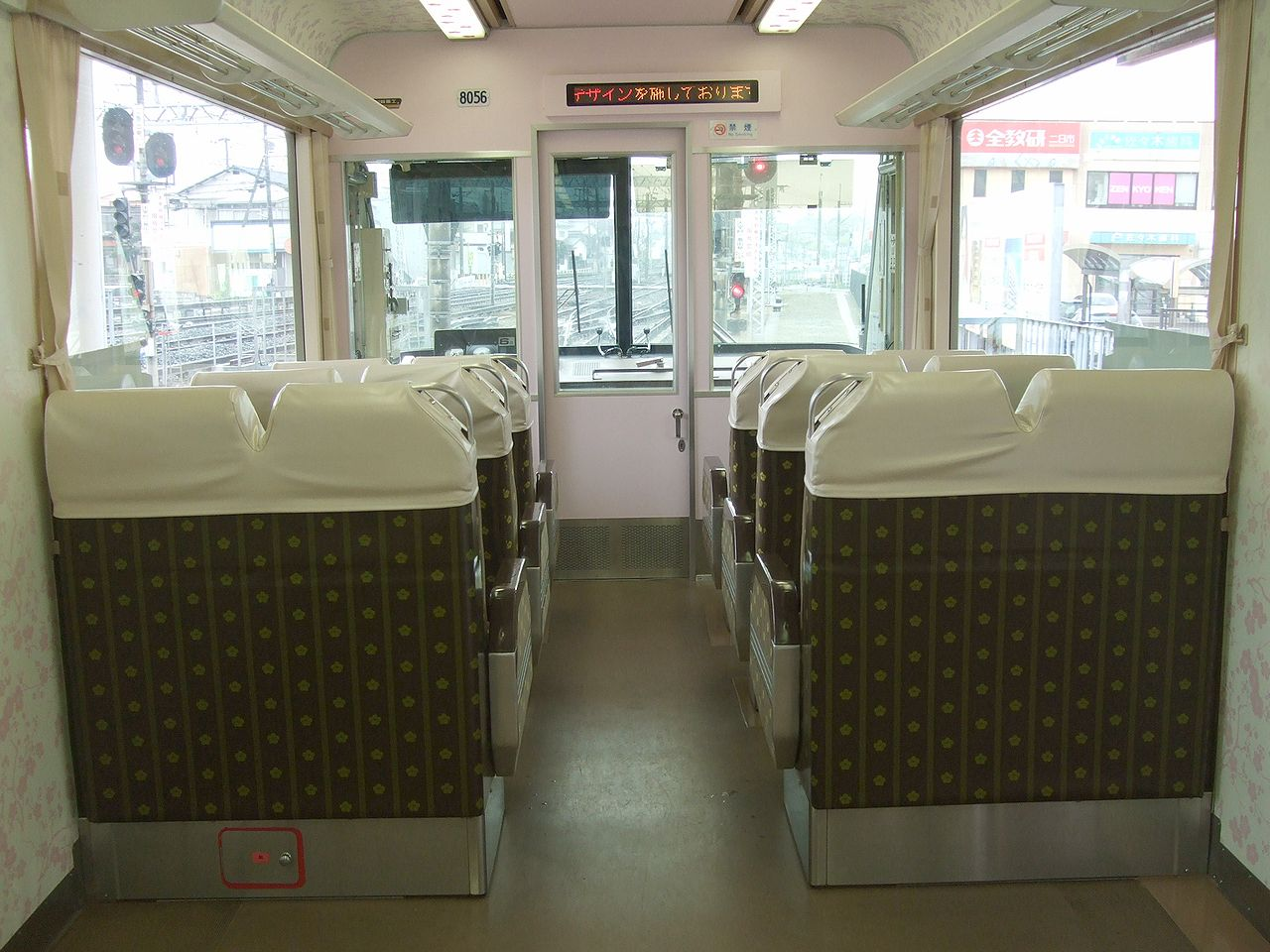
8056の最前部の座席
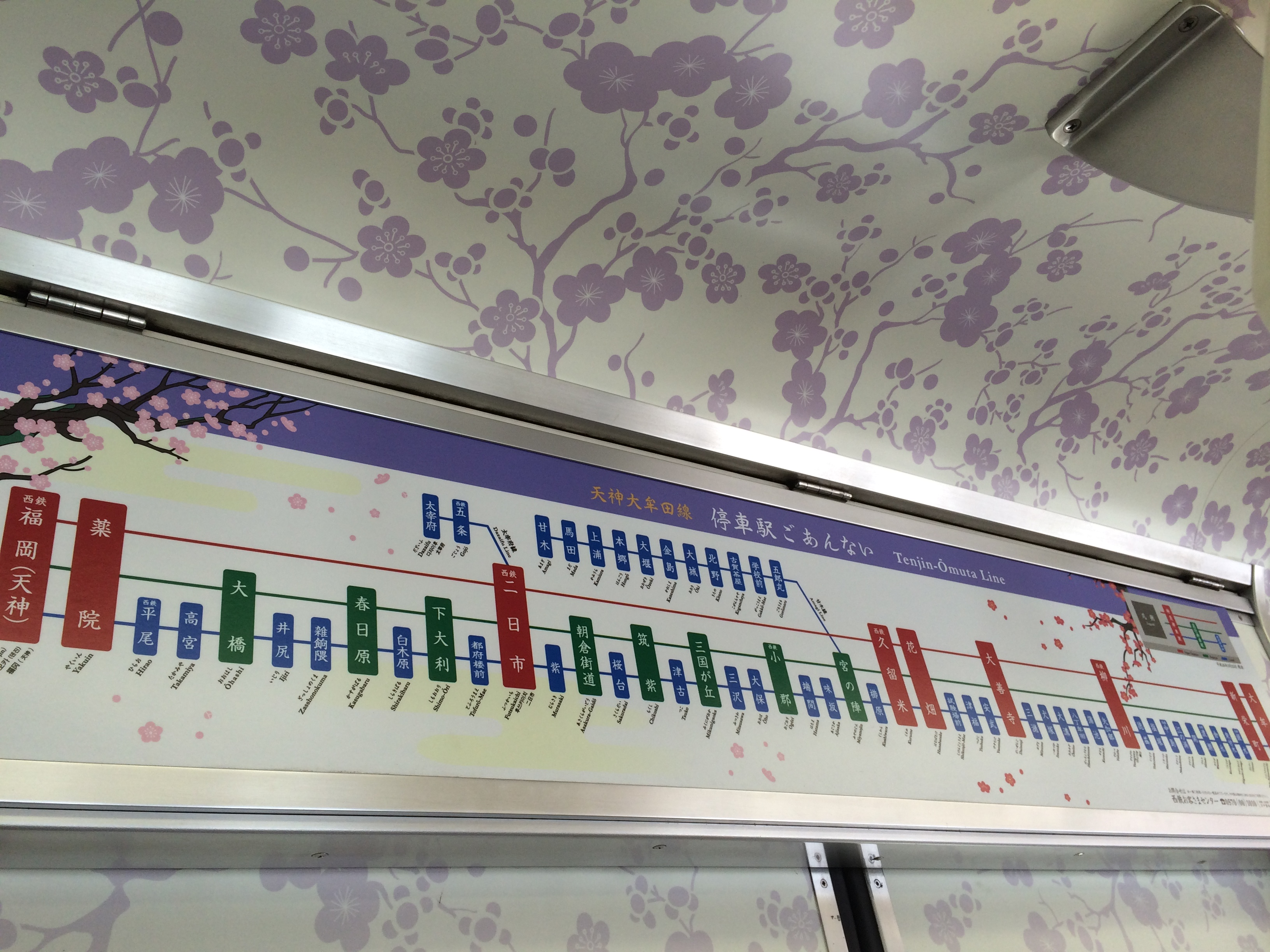
「旅人」の車内停車駅案内の図

### 柳川観光列車「水都」

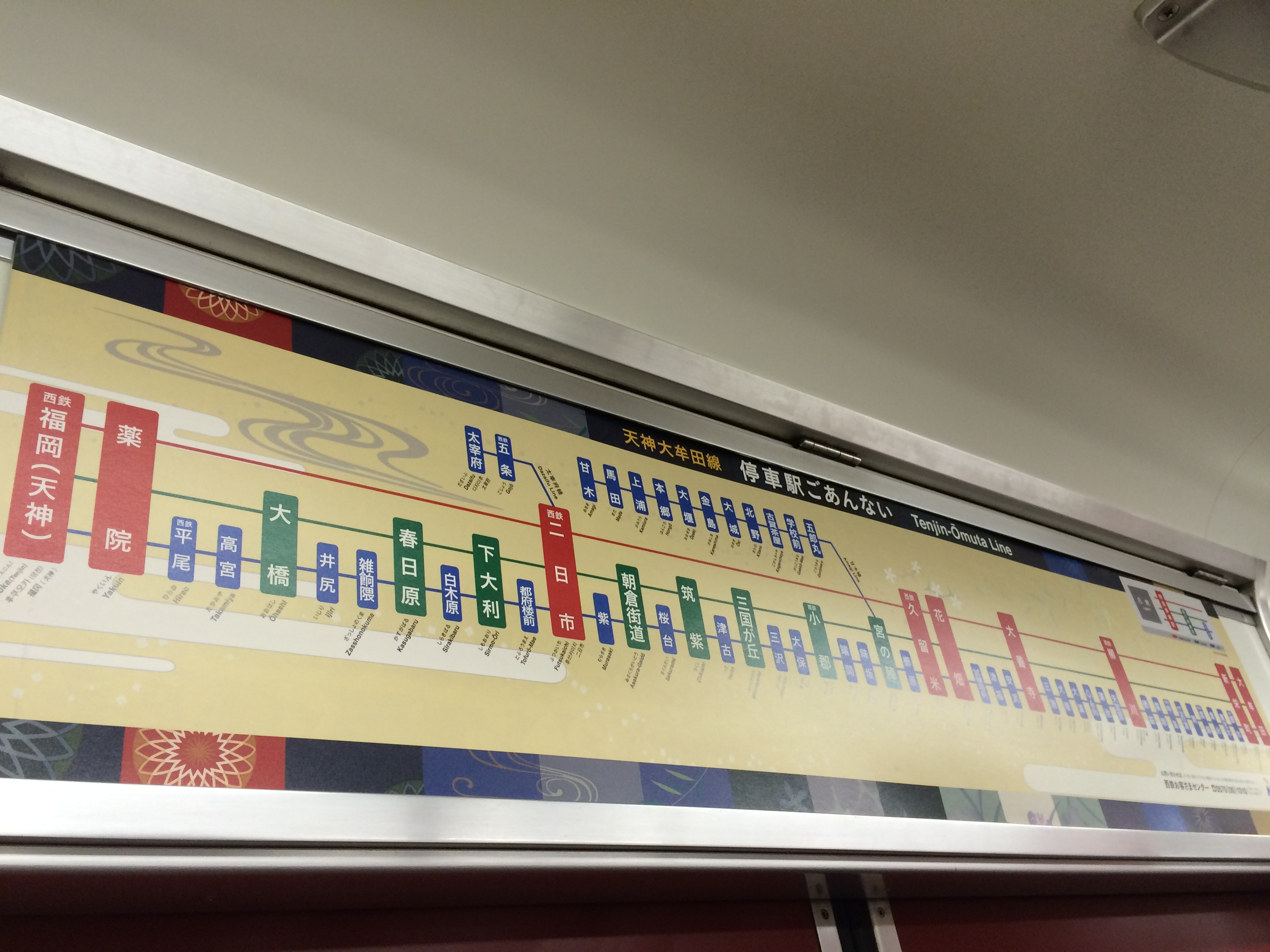
「水都」の車内停車駅案内の図

| 「水都」（福岡（天神）側の先頭部分）（2016年7月 西鉄二日市駅）   |  | 「水都」（大牟田側の先頭部分）（2015年11月 西鉄中島駅 - 江の浦駅間）   |
| 「水都」 （福岡（天神）側の先頭部分） （2016年7月 西鉄二日市駅） |  | 「水都」 （大牟田側の先頭部分） （2015年11月 西鉄中島駅 - 江の浦駅間） |

8061編成は、2015年（平成27年）に約3,600万円をかけて柳川観光列車「水都（すいと）」に改造された。主な改造内容は次のとおり。
- 外部色は「柳川の四季」をテーマとして日本の伝統色を用い、各車ごとに色とイラストが異なる。
- 車内の内装・カーテン・座席ヘッドレストカバーなどの色を外部色に合わせ各車ごとに異なる色に変更。
- 8063の車端部の座席の一部を撤去し、柳川の土産物などを展示するキャビネットと記念スタンプ台を設置。
- 8064の車端部の座席の一部を撤去し、「水都」の多言語対応のパンフレット用ラックを設置。

「水都」は柳川市長の金子健次により命名された。美しい水の都・柳川のほか、博多弁の「好いとう」にも掛けている。
同年10月4日に運行開始した。改造前と同様、主に特急に使用されており、運用は一定ではないが、毎月当月分の運用予定が発表されていた。
2017年（平成29年）に老朽化により3000形の新編成に代替された。同年7月21日限りで特急運用を終了、翌7月22日の筑紫発福岡（天神）行き普通（第4100列車）が最後の営業運行となった。福岡（天神）駅到着後、3000形「水都」と並べて引継式を行い、式終了後は筑紫車両基地へ回送された。
- 「水都」の車内停車駅案内の図

## 運用
主として特急に使用されていたが、転換クロスシート主体の座席構造を有し、編成は6両固定、また乗降用扉は片側2ヶ所で、通勤ラッシュ時の輸送には不向きな構造であるため、平日朝夕の混雑時間帯は太宰府線や天神大牟田線の普通など比較的混雑度の低い列車の運用に就き、その時間帯はロングシートの5000形などの他形式が特急運用に充当された。また、年末年始やゴールデンウィークなどの多客期は混雑緩和のため本形式に代わり3000形や5000形、6000形・6050形の7両編成が終日特急運用に入ることがあった。それらの時期・時間帯を除く日中の特急運用は一部列車を除き本形式が使用されていたが、検査や故障などで工場に入場している編成が多い場合には主に5000形が特急に使用された。特急運用との関係で、極わずかであるが急行列車にも充当されていた。
本形式は特急運用主体のため、他形式より走行距離が長いことから、西鉄の車両の中では唯一重要部検査サイクルの「60万 km以内」に該当し、平均検査周期は前回の検査出場から2年5ヶ月から2年10ヶ月の範囲で入場していた。8年周期の全般検査では次回の全般検査までの間に2回重要部検査を受けていることになる。また、車体の検査票はかつて白地に白文字表記だったが、2002年（平成14年）7月から2004年（平成16年）4月にかけて実施された全般検査の際には、順次赤地に白文字表記へと改められた。
本形式は老朽化を理由に2015年（平成27年）度より3000形に順次代替されることになり、8031・8041編成が2015年（平成27年）度に、8011・8021編成が2016年（平成28年）度にそれぞれ運用離脱し、観光列車に改造されなかった4編成が消滅した。
観光列車に改造された2編成については、8061編成「水都」が2017年（平成29年）7月22日をもって運行を終了し、3000形改造による2代目「水都」に代替された。「水都」の運用離脱により8000形の特急運用が消滅した。
最後に残った8051編成「旅人」は2017年（平成29年）9月16日をもって「旅人」としての運用を終了し、3000形改造による2代目「旅人」に代替された。その後、ラッピングや車内の装飾を撤去し、外観・車内をほぼ原形に戻したうえで、同年10月7日から15日にかけて引退イベントが行われた。10月7日に事前応募者を対象に筑紫車両基地で撮影会と部品オークションを行い、翌10月8日から10月13日まで特急を中心に運用し、10月14日の急行K081列車を最後に一般営業運行を終了、10月15日に福岡（天神）駅→花畑駅→筑紫駅のルートで事前応募者を対象にしたラストランツアーを実施したあと、筑紫車両基地に入庫し「にしてつ電車まつり」で車両展示された。
引退後は全車両が解体されている。